# Okoljska psihologija
Okoljska psihologija je interdisciplinarno področje, ki se ukvarja z odnosom med človekom in njegovim okoljem. Okoljska psihologija zajema tako raziskovanje kot aplikativno uporabo spoznanj v namene izboljšanja postopkov, s katerimi oblikujemo fizično okolje. Okolje v kontekstu okoljske psihologije zajema vso infrastrukturo, kot so hiše, pisarne, šole in ceste, pa tudi naravna okolja, kot so nacionalni parki in nenaseljene površine. Stokols in Altman (1987)   okoljsko psihologijo opredelita kot preučevanje posameznikovega vedenja in blagostanja v odnosu s socio-fizičnim okoljem. Russel in Snodgrass (1987) pa kot vejo psihologije, ki se ukvarja s sistematičnim prikazovanjem odnosa med osebo in okoljem. Večina definicij je precej splošnih, pomembno je poudariti, da gre za dvosmerno delovanje okolja in posameznika – okolje vpliva na vedenje posameznika in njegovo vedenje vpliva na spremembe v okolju. Avtorji so poskušali okoljsko psihologijo ločiti od psihologije nasploh.
Polič (1978) okoljsko psihologijo opredeljuje kot pristop k psihološkim vprašanjem, ki izhaja iz okolja in se ukvarja s spoznavanjem zapletenih odnosov med pojavi zavestnosti in vedenja, oziroma s celovitim fizično-družbenim okoljem človeka in aplikativno vrednostjo teh spoznanj. Poudarja torej posebnost samega pristopa, okoljska psihologija se razlikuje od splošne psihologije v samem izhodišču, ne v posebnem predmetu. Preučevanje v okoljski psihologiji vključuje tri osnovne sestavine: udeležence in njihovo dejavnost ter kraj dogajanja. Vse tri preučujejo v njihovi celoti.

## Posebnosti okoljske psihologije
Večina psihologov se ukvarja z odnosi med okoljskimi dražljaji in posameznikovimi odzivi, vendar se okoljska psihologija od tega loči po določenih raziskovalnih in aplikativnih principih in ciljih:
- izboljšati grajeno okolje in skrb za naravne vire,
- preučevati vsakdanje okoliščine,
- upoštevati posameznika in okolje kot celoto,
- prepoznati, da posamezniki aktivno spreminjajo okolje in se ne le pasivno odzivajo na dejavnike okolja,
- delovati v sozvočju z drugimi disciplinami.[4]

V okoljski psihologiji je poudarek na treh temah, ki so bile v splošni psihologiji pogosto spregledane. Prva je potreba po obravnavi vedenja v kontekstu – ljudje v določenem prostoru. Kljub uporabnosti spoznanj, z laboratorijskim raziskovanjem ne moremo v celoti razumeti vedenja, učenja ali motivacije v vsakdanjih situacijah. Druga je prepoznavanje recipročnega odnosa med osebo in njenim okoljem. Okolje ima vpliv na ljudi, vendar je potrebno upoštevati, da tudi ljudje sami izbirajo in spreminjajo lastno okolje. Iz tega izhaja praktična uporabnost okoljske psihologije – prepoznavanje načinov, s katerimi lahko preko spreminjanja okolja izboljšamo na primer posameznikovo zadovoljstvo z življenjem, zadovoljstvo na delovnem mestu ipd. Zadnja, tretja tema pa je težnja okoljske psihologije k interdisciplinarnosti. Povezuje se s krajinsko arhitekturo, arhitekturo, sociologijo, biologijo in drugimi področji, preko katerih lahko bogati in deli svoja spoznanja.
Gifford (2008) navaja, da okoljski psihologi delujejo na treh nivojih:
1. osnovni psihološki procesi (zaznavanje okolja, prostorska kognicija, osebnost);
2. upravljanje s socialnim prostorom (osebni prostor, teritorialnost, gneča, zasebnost in vidiki fizičnega okolja vsakodnevnih kompleksnih vedenj, kot so delo, učenje, življenje v skupnosti);
3. človeške interakcije z naravo in vloga psihologije pri podnebnih spremembah.

## Razvoj okoljske psihologije
Okoljska psihologija se je začela razvijati v 60. letih prejšnjega stoletja. Prvi je pred tem uporabil ta izraz Egon Brunswik (1934), nato Kurt Lewin (1951), ki je s svojo teorijo polja postavil v osredje osebo, ki jo obdaja okolje, skupaj pa predstavljata življenjski prostor. Njegov učenec in eden od začetnikov ekološke psihologije Roger Barker je bil med prvimi, ki je začel preučevati vedenje v naravnem okolju in ne v laboratoriju, uvedel je tudi pojem vedenjski okvir. V tem času je Hall (1959) raziskoval optimalno ureditev psihiatričnih oddelkov in druge vidike odnosa okolje-vedenje, definiral pa je tudi osebni prostor. Drugi pomembni avtorji so še Kevin Lynch, Terence Lee, Robert Sommer, ki je raziskoval osebni prostor, Irvin Altman, ki je pokazal, da je zasebnost proces, Harold M. Proshansky (prostorska identiteta).
Zaradi želje po ohranitvi naravnega okolja in po varčevanju z energijo so raziskovalci izvajali vse več raziskav v ZDA, Kanadi, Evropi in na Japonskem. Vse več raziskovalcev je iskalo načine, kako spremeniti destruktivna in potratna vedenja v odnosu do okolja. Razvoj okoljske psihologije je napredoval, izšle so revije, namenjene izključno okoljski psihologiji (npr. Journal of Environmental Psychology, Environment and Behavior), ustanovili so društva, npr. Environmental Design Research Association.

## Odnos med človekom in okoljem
Teoretične razlage odnosov med človekom in njegovim okoljem Polič (1999) razdeli v dve skupini, in sicer na;
- teorije osebnega nadzora

Povezujejo se s človeškimi motivi, potrebami in željami. Pojem osebnega nadzora se nanaša na obseg, do katerega posameznik meni, da je njegov uspeh odvisen od njega samega oziroma od okolja, kraj nadzora je torej lahko notranji ali zunanji. Do izgube nadzora pri vplivanju na zunanje okolje lahko pride, kadar je želeno vedenje omejeno. Pomanjkanje zaznanega nadzora vodi v psihološko reaktanco (ogrožena svoboda njihovega delovanja) ali v naučeno nemoč (ima občutek, da nima vpliva na situacijo in zato preneha s poskusi ponovne pridobitve nadzora).
- teorije, ki pojmujejo fizično okolje kot vir dražljajskih obvestil

Vključujejo razmeroma preproste dražljaje (npr. svetloba, barva, zvok, hrup, temperatura …), pa tudi bolj kompleksne (npr. drugi ljudje). Dražljaji se spreminjajo glede na količino (jakost, trajanje, pogostost, število) in pomen (lastna psihološka ocena dražljajev), pri čemer lahko pride do npr. dražljajske preobremenitve ali nasprotno čutne deprivacije.

## Raziskovalne metode v okoljski psihologiji
Poleg metod, ki so značilne za psihologijo nasploh (opazovanje, eksperiment itd.), Polič posebej opisuje še sledeče:
- vedenjski zemljevidi: gre za pristop, ki je zelo značilen za področje okoljske (tudi ekološke) psihologije, je enostavna in zanesljiva metoda opazovanja človekovih odzivov v naravnem okolju, v sklopu katerega prepoznavamo uporabo prostora kot dejavnika v vedenju. Poteka v štirih korakih. Začne se s prepoznavanjem opazovalnih kategorij, nato določamo fizično območje, pripravimo navodila in ustrezne obrazce beleženja za opazovalce in urnik opazovanja. Ugotovitve, do katerih pridemo z uporabo vedenjskih zemljevidov, so najbolj natančne, kadar opazujemo majhno območje in omejeno število vedenj.
- vedenjski okviri: gre za Barkerjev (1968) konstrukt, ki je definiran kot ekološka enota, v kateri prihaja pri osebah do značilnih vzorcev vedenja. Enote so časovno in prostorsko omejene. Vzorci vedenja so si bolj podobni v posameznem vedenjskem okviru kot vzorci vedenja istega posameznika v različnih okvirih (npr. vedenja v trgovini, parku, šoli … so si bolj podobna kot vedenja v različnih okvirih).
- spoznavni zemljevidi: so postopki, s katerimi ugotavljamo, kako si posamezniki predstavljajo značilnosti okolja in odnose v okolju. To lahko storimo na različne načine: osebo npr. prosimo, da na prazen list nariše območje ali pot, pri čemer mora svoje predstave prevesti v grafično obliko, ali osebo prosimo, da vrsto elementov (mesta, države …) razvrsti glede na določeno lastnost (v kolikšni meri, bi želel tam delati, živeti). S tem pridobimo posameznikove preference oziroma združene zaznave prostora.
- opazovanje fizičnih sledi: Zeisel (1991) definira kot sistematično opazovanje fizičnega okolja, z namenom prepoznavanja pretekle dejavnosti, ki ni nastala zato, da bi jo raziskovalec meril. Gre za nevsiljivo metodo, opazovanje lahko v času ponovimo, saj so sledi načeloma obstojne. Na osnovi sledi raziskovalci lahko spoznavajo, zakaj je okolje, kakršno je, kako ga ljudje uporabljajo in v kolikšni meri jim tako ustreza.

## Socialni prostor
Ljudje fizični prostor uporabljajo v skladu s pravili in močnimi preferencami, ki niso vedno zavedne, vendar pridejo do izraza, kadar zaznamo možno grožnjo. Glavne dimenzije socialnega prostora so osebni prostor, teritorialnost in gneča.

### Osebni prostor
Osebni prostor predstavlja dinamično komponento razdalje in orientacije interpersonalnih odnosov. Številni situacijski in osebni dejavniki vplivajo na preference glede določenih interpersonalnih razdalj, npr. moški imajo širši osebni prostor, medosebna privlačnost in sodelovanje navadno pomenita večjo bližino, medtem ko bolj negativni kontekst (npr. stigma, zaznana neenakost) vodi do večje razdalje. Prihaja do kulturnih razlik, ki pa so lahko odvisne tudi od drugih faktorjev.

### Teritorialnost
Teritorialnost se pri ljudeh nanaša na vedenje, povezano z željo po nadzoru, večinoma neagresivnem. Altman (1975) razlikuje sedem oblik teritorija: primarni, sekundarni, javni, stvari, interakcijski in telo. V primeru kršitev uporabimo obrambne strategije (preventiva, reakcija in socialne meje). Spoznanja o teritorialnosti so uporabna za arhitekte, ki naj uporabnikom omogočajo določeno mero nadzora,saj s tem pridobijo večji občutek samo-determiniranosti in varnosti.

### Gneča in gostota
Gneča predstavlja izkustveno stanje, v katerem ljudje občutijo omejitvene vidike omejenega prostor, medtem ko gostota predstavlja število ljudi na enoto površine in je vrednostno nevtralna. Gostota predstavlja nujni, vendar ne zadostni pogoj za pojav gneče. Do prostorskih omejitev pa lahko pride tudi zaradi neprostorskih značilnosti okolja, npr. potreb osebnega prostora. Stokols (1972) gnečo opredeli kot obliko psihološkega stresa, kjer posameznikove potrebe po prostoru presegajo razpoložljive možnosti, zaradi česar pride do neravnotežja med zahtevami okolja in posametnikovimi zmožnostmi za njihovo obvladovanje. McLelland in Auslander (1976) pa ugotavljata, da gneča ni vedno negativna, npr. v okoljih, kjer sta prisotnost in opazovanje drugih del dejavnosti (npr. stadion, plesišče, restavracija). Doživljanje gneče je odvisno tudi od osebnih (npr. osebnost, pričakovanja, spol), socialnih (npr. število, dejanja drugih) in fizičnih dejavnikov (npr. arhitekturne značilnosti, razporeditev prostora).

## Okoljska psihologija na delovnem mestu
Posameznikovo zadovoljstvo na delovnem mestu je odvisno od številnih dejavnikov. Raziskovalci so ugotovili, da ima fizično okolje pomemben vpliv na posameznikovo produktivnost in raven doživljanja stresa preko hrupa, temperature, kakovosti zraka, svetlobe, razporeditve v prostoru in drugih dražljajev. Hrup, posebej v industrijskih okoliščinah, lahko povzroči resne težave s sluhom ali celo gluhost. Lahko se zgodi, da se delavci ne zavedajo, da se jim sluh slabša, saj so te spremembe postopne in komaj zaznavne. Welch (1979) je ugotovil, da dolgotrajna izpostavljenost hrupu lahko (poleg težav s sluhom) vpliva tudi na povečanje kardiovaskularnih težav.

## Spodbujanje varovanja okolja na delovnem mestu
Varovanje okolja je poglavitno za zagotavljanje bolj trajnostne prihodnosti spreminjajoče se družbe, zato ga je smiselno uvajati tudi na delovno mesto, kjer posamezniki preživijo velik del svojega življenja.

### Okoljevarstvo na nivoju posameznika
Na okoljevarstveno vedenje posameznika vpliva mnogo dejavnikov. Nekateri izmed njih so:
- Okoljevarstvena identiteta
- Samoučinkovitost
- Čustva v odnosu do okolja
- Osebne norme
- Tehnologija
- Kulturni kontekst

#### Okoljevarstvena identiteta
Okoljevarstvena identiteta je posameznikov trajen občutek soodvisnosti od narave in pomeni stopnjo, do katere posameznik zaznava varovanje okolja kot pomemben del samega sebe. Pomembno določa okoljevarstvene namere in vedenja posameznika, kot so zmanjševanje odpadne hrane, recikliranje odpadne hrane in embalaže za živila, nepretirano kupovanje hrane in načrtovanje kupovanja hrane. Eno izmed študij vpliva okoljevarstvene identitete na okolju prijazno vedenje posameznika so izvajali na majhnem italijanskem vzorcu, ki je s samoocenjevalnimi lestvicami poročal o svojih preteklih in prihodnjih vedenjih. Posplošljivost je zato vprašljiva, študijo pa bi bilo smiselno ponoviti z objektivnimi merami. Ko so okrepili svojo okoljevarstveno identiteto, je njihovo preteklo vedenje postalo močnejši napovednik njihovih okoljevarstvenih namer in vedenj, medtem ko se je napovedna moč zaznanega vedenjskega nadzora zmanjšala. Zaznani vedenjski nadzor je imel večji vpliv na okoljevarstveno vedenje pri tistih italijanskih gospodinjstvih, ki se niso opredeljevali kot močni okoljevarstveniki in obratno. Promoviranje okoljevarstvene identitete torej lahko pomaga pri spodbujanju okoljevarstvenega vedenja posameznika.

#### Samoučinkovitost
Na mehanizem, pri katerem preteklo okoljevarstveno vedenje poveča verjetnost privzemanja novega okoljevarstvenega vedenja vplivajo zunanje in notranje nagrade, okoljevarstvena identiteta, opominjanje udeležencev na okoljevarstvene aktivnosti, ki so jih izvajali v preteklosti in samoučinkovitost. Samoučinkovitost je posameznikova zmožnost aktiviranja motivacije, kognitivnih virov in vedenja v soočanju s prihajajočo situacijo. Ljudi motivira, da so vztrajni in zavezani k varovanju okolja. Vključevanje v enostavna okoljevarstvena vedenja v preteklosti posameznikom da občutek, da imajo ustrezne spretnosti in znanja, ki jih lahko uporabijo tudi pri drugih, bolj zahtevnih vedenjih v prihodnosti. Presodijo, da so v njih lahko uspešni, kar vpliva na razvoj samoučinkovitosti. Samoučinkovitost naj bi vplivala na posameznikove vedenjske izbire in raven vedenjskega napora. Intervencije, ki povečujejo samoučinkovitost, torej lahko vplivajo na spremembo vedenja, da bo bolj okolju prijazno.

#### Čustva v odnosu do okolja
Posamezniki, ki doživljajo negativna čustva v odnosu do okolja, bodo omejeno razumevali okolje, zato jim bo pri reševanju okoljskih problemov, prišlo na misel manj idej in bodo okolju namenili manj pozornosti ter bodo razvili manj samoučinkovitosti. Varovanje okolja jim predstavlja tudi večji strošek, zato se mu bodo raje izognili in se usmerili v vedenja, ki jim prinašajo trenutno in ne dolgoročno korist. Pozitivna čustva v odnosu do okolja vodijo v uvid okoljskih problemov iz več zornih kotov.
S pozitivnimi čustvi je povezana tudi zadostna količina spanja posameznikov. Posamezniki, ki niso zaspani, so bolj optimistični in sposobni napovedovanja pozitivnega vpliva, ki ga ima njihovo okolju prijazno vedenje na okolje.
Posameznik se lahko odloči za varovanje okolja tudi, če sam ni pristno zaskrbljen za okolje, njemu pomembni ljudje pa se vedejo okolju prijazno. Pri posameznikih, ki doživljajo negativna čustva, lahko okoljevarstveno vedenje spodbudimo tako, da jim ozavestimo dejstvo, da bodo z varovanjem okolja izboljšali svoje razpoloženje ali od tega imeli več koristi kot stroškov, z vedenjem, ki pa ni v skladu z varovanjem okolja pa bodo škodovali drugim. Pomembno vlogo pri spodbujanju varovanja okolja torej ima oglaševanje. Okoljevarstvo bi se dalo spodbuditi tudi s prizadevanjem okoljske politike za spodbujanje skrbi za okolje in bojem proti materializmu. Tržniki bi ljudem morali sporočati, da njihova osebna prizadevanja močno vplivajo na druge ljudi. Z rednim poročanjem o dosežkih posameznikovih dejanj pri reševanju okoljskih problemov, npr. objavljanje obvestil v straniščih nakupovalnih centrih o količini prihranjene vode v prejšnjem letu, se da povečati posameznikovo samoučinkovitost. Cilj kampanj bi moral biti izboljšanje posameznikovega znanja o tem, kako lahko prispeva k boljšemu okolju.

#### Osebne norme
Osebne norme so se izkazale za boljši napovednik vedenjskih namer v kontekstu okolju prijaznih nakupov kot subjektivne norme (posamezniki verjamejo, da njim pomembne osebe odobravajo ali ne odobravajo določenega vedenja). Ko posamezniki ozavestijo  škodljive posledice, ki jih njihovi nakupi  povzročajo okolju in prevzamejo odgovornost zanje, bodo bolj verjetno oblikovali osebne norme in se vedli okolju prijazno.
Kot učinkovito pri spodbujanju varovanja okolja se izkaže sporočanje ugodnih posledic ekološko prijaznih nakupov, da z njimi ohranjamo naravne vire, zmanjšujemo onesnaženost vode s kemikalijami, ohranjamo divjino in škodljivih posledic okolju ne prijaznih nakupov, da z njimi povečujemo onesnaževanje zraka in odlagališč ter škodujemo ogroženim vrstam. V ta namen je smiselno organizirati okoljske izobraževalne kampanje znotraj skupnosti, ki bodo preko tečajev, govorov in konferenc povečale okoljsko ozaveščenost in znanje potrošnikov. Z uvidom tesne povezave med svojim vedenjem in škodo, ki jo z njim povzročajo okolju, se bodo njihove osebne norme v odnosu do okolja okrepile. Potrošniki se morajo čutiti odgovorne za to, kar njihovi netrajnostni nakupi naredijo okolju, saj je to izhodišče za njihovo vedenjsko spremembo.

#### Tehnologija
Računalniške igre so se izkazale za učinkovito orodje pri spreminjanju vedenja. Računalniška igra »Dobre izbire« (ang. The Cool Choices) je socialna igra, zasnovana z namenom zmanjšanja izpuhov toplogrednih plinov in porabe energije v gospodinjstvu. Igranje te igre je vplivalo na zmanjšanje porabe energije v šestih mesecih. Igralci skozi igro izvajajo okolju prijazne dejavnosti in v tem tekmujejo z drugimi igralci. Člani tima spodbujajo drug drugega in izvajajo socialni pritisk. Navodila za dejavnosti, za katere lahko igralci dobijo točke, so konkretne in napredujejo postopoma, da posamezniki niso zasičeni z informacijami. Posameznikove okoljske dejavnosti so vidne drugim igralcem, tako da se lahko prenesejo nanje. Igralci pridobijo točke, ko ponovijo dejavnosti, kar vpliva na oblikovanje trajnih navad. Igralci imajo možnost izbire med trajnostnimi dejavnostmi, da se odločijo za tiste, ki bi jih najlažje izvajali. Največji učinek igre na spremembo vedenja se je izkazal pri ljudeh, ki so bili največji porabniki energije. Ena izmed prednosti igre Dobre izbire je, da je lahko preprosto implementirana v delovne organizacije.

#### Kulturni kontekst
Čeprav večina svetovne populacije skrb za okolje dojema kot pomemben osebni cilj, njena dejanja niso zmeraj v skladu z njim. Celotno človeštvo bo v smislu porabe virov do leta 2030 potrebovalo približno dve zemlji. Zaradi medkulturnih razlik v psiholoških orientacijah (stališča, vrednote), nastopi raznolikost med državami v moči povezave med skrbjo za okolje in vedenjem. Nekateri posamezniki se kljub svoji skrbi za okolje, neradi vedejo okoljevarstveno, ker njihov kulturni kontekst ne poudarja izražanja osebnih pogledov na okoljske probleme in zaščite okolja. V takem kontekstu vedenje posameznikov v večji meri določa njihovo zaznavanje razširjenosti okoljevarstvenega vedenja in socialno odobravanje okoljevarstvenega vedenja. Javna sfera v primerjavi z zasebno bolj posredno vpliva na okoljevarstveno vedenje in potrebuje več časa za njegovo uresničitev. Okoljevarstveno vedenje terja čas, denar in znanje, zato je smiselno pričakovati, da je povezava med okoljsko skrbjo in vedenjem šibkejša v družbah, v katerih primanjkuje ekonomskih sredstev, informacij o okoljskih težavah, okoljskih objektih in zelenimi možnostmi porabe. Okoljevarstveno vedenje je bolj razširjeno v določenih družbah kot drugih. Glavna omejitev študije, ki je preučevala povezavo med okoljsko skrbjo in okoljevarstvenim vedenjem znotraj kultur, je v tem, da sta ozaveščenost skrbi za okolje in okoljevarstveno vedenje bila izmerjena z malo postavkami, zato je možno, da so nekatere bistvene dejavnosti bile izključene.

### Okoljevarstvo na nivoju organizacije
Nekatere organizacije k okoljskim problemom izpuščanja toplogrednih plinov in onesnaženosti pristopajo z uporabo naravnih virov, materialov in energije. Mnoge težijo k zmanjšanju njihovega negativnega vpliva na okolje in se opredeljujejo kot okoljsko odgovorne. Večina ima spletne strani, na katerih opišejo svoje okoljevarstvene cilje, strategije in prakse. V zadnjem času se je pojavil trend k povečanju korporativne okoljske odgovornosti, ki poleg izraženosti okoljevarstvenih ciljev v svoji dejavnosti zajema implementacijo ustreznih strategij za uresničevanje teh ciljev in spremljanje teh okoljevarstvenih dejanj, s čimer spodbuja okoljevarstveno vedenje tudi med zaposlenimi. Zaposleni se bodo vedli okolju prijazno na delovnem mestu, da bodo izpolnili pričakovanja organizacije, vodstvo pa societalna in industrijska pričakovanja ter izzive. Ljudje se bodo posluževali okoljevarstvenih vedenj, ko bodo od njih imeli koristi. Raven, do katere se bodo vedli okolju prijazno je odvisna od njihovih vrednot in kontekstualnih faktorjev, kot je korporativna okoljska odgovornost.

#### Korporativna okoljska odgovornost
Korporativna okoljska odgovornost lahko spodbuja okoljevarstveno vedenje zaposlenih na delovnem mestu, ko jim je organizacija razložila svoje okoljske cilje, implicirala ustrezno politiko in strategije za njihovo uresničitev. Zaposleni posledično razmišljajo o posledicah, ki jih njihove odločitve imajo na okolje. Korporativna okoljska odgovornost okrepi posameznikovo mišljenje, da bo za okolje koristen, kar ga spodbudi, da se bo na delovnem mestu  vedel okolju prijazno.

Dejstvo je, da korporacije prispevajo k okoljski degradaciji, zato so svojo okoljsko dejavnost začele izboljševati z vplivanjem na svoje zaposlene, da bi se prostovoljno vedli okolju prijazno. Korporativna okoljska odgovornost je pomembna organizacijska aktivnost, saj vpliva na oblikovanje vrednot in ugled organizacije, organizacijsko identiteto, okoljsko delovanje ter finančno uspešnost organizacije. Zaznavanje korporativne okoljske odgovornosti iz strani zaposlenih lahko vpliva na oblikovanje privlačnosti med zaposlenim in organizacijo, zavezanost in identifikacijo z organizacijo ter zadovoljstvo z delovnim mestom. Vpliva tudi na vedenje zaposlenih na delovnem mestu, njihovo učinkovitost in pripadnost organizaciji. Ko zaposleni zaznavajo organizacijo, v kateri delajo, socialno in okoljsko odgovorno, bodo bolj verjetno prispevali z idejami, se vključili v implementacijo in sprejeli okoljski program organizacije ter se z njo identificirali. Ta povezava je močnejša pri empatičnih zaposlenih. Empatija do okolja vpliva na okolju prijazne odnose in vedenja, saj posameznike motivira, da pomagajo tistim, ki potrebujejo pomoč. Zaznana korporativna socialna odgovornost samo pri empatičnih zaposlenih posredno vpliva na njihovo okoljevarstveno vedenje preko organizacijske identifikacije. Kot napovedniki prostovoljnega okoljevarstvenega vedenja zaposlenih so se izkazale korporativne socialno odgovorne aktivnosti, organizacijska identifikacija in empatija.

#### Biosferne vrednote
Okoljevarstveno vedenje na ravni posameznika najmočneje usmerjajo tako imenovane biosferne vrednote. Te posameznike osredotočajo na to, kako lahko koristijo okolju in se posledično vključijo v okoljevarstvena vedenja v različnih situacijah. Okoljevarstvo spodbujajo predvsem, ko so podkrepljene s kontekstualnimi faktorji, ki ljudi usmerijo na okoljske posledice njihovih vedenj in na to, kar jim je pomembno v življenju. Korporativna okoljska odgovornost spodbuja okoljevarstvo med tistimi, ki posedujejo močne biosferne vrednote. Ko organizacija izvaja okolju prijazne dejavnosti izključno zaradi dobička, se bodo tisti s šibkejšimi biosfernimi vrednotami vedli okolju manj prijazno. Korporativna okoljska odgovornost lahko posameznika usmeri na to, kako lahko koristi okolju in bo spodbujala okoljevarstvo pri ljudeh s šibkejšimi biosfernimi vrednotami, ki so manj usmerjeni v posledice svojih odločitev na okolje. Ljudje z močnimi biosfernimi vrednotami so že sami osredotočeni na koristnost njihovih vedenj za okolje in se bodo vedli okoljevarstveno v različnih situacijah. Močne biosferne vrednote lahko izpodrinejo vpliv kontekstualnih faktorjev, ki ljudi manj usmerjajo k njihovi koristnosti za okolje.
Ljudje s šibkimi do zmernimi biosfernimi vrednotami, ki so verjeli, da njihova organizacija uresničuje korporativno okoljsko odgovornost, so kazali podobne okoljevarstvene namere in poročali o okoljevarstvenih vedenjih na delovnem mestu kot ljudje z relativno močnimi biosfernimi vrednotami. Organizacije in politika bi potemtakem okoljevarstvo na delovnem mestu lahko spodbujali s tem, da bi svoje ambicije in ukrepe glede korporativne okoljske odgovornosti pojasnili svojim zaposlenim. Zaposleni se bodo vedli okolju bolj prijazno na delovnem mestu, ko bodo posedovali močnejše biosferne vrednote in ko bodo verjeli, da organizacija ima ambicije, da uresniči korporativno okoljsko odgovornost. Ljudje s šibkimi do zmernimi biosfernimi vrednotami bodo bolj verjetno sprejemali okoljevarstvene odločitve in poročali o več varovanja okolja v službi, ko bodo verjeli, da organizacija teži k uresničitvi korporativne okoljske odgovornosti. Izkazovanje ambicij organizacije za uresničevanje korporativne okoljske odgovornosti in ravnanje v skladu z njimi ne bo samo zmanjšalo vpliva na okolje, ki ga ima njihova proizvodnja in organizacijski procesi, temveč tudi spodbujalo okoljevarstveno vedenje med zaposlenimi.